# Orthotomus chaktomuk
Costureiro-cambojano ou costureiro-do-camboja (Orthotomus chaktomuk) é uma espécie de ave da família Cisticolidae endêmica do Camboja. A espécie foi descoberta em 2009 nas proximidades de Phnom Penh durante checagens para o controle da gripe aviária.